# Cynoglossum javanicum
Cynoglossum javanicum är en strävbladig växtart som först beskrevs av Johann Georg Christian Lehmann, och fick sitt nu gällande namn av Carl Peter Thunberg och Johann Georg Christian Lehmann. Cynoglossum javanicum ingår i släktet hundtungor, och familjen strävbladiga växter. Inga underarter finns listade i Catalogue of Life.